# Вольное казачество

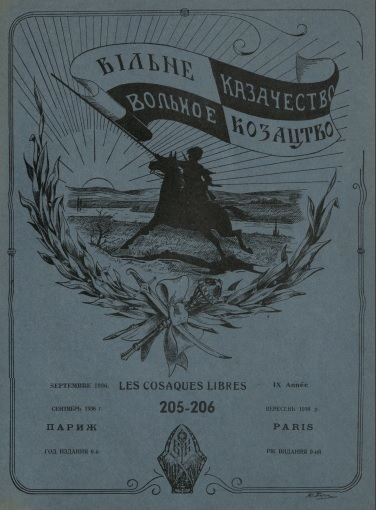
Обложка журнала "Вольное казачество", Париж, 1936 г.

Делегаты первого съезда Вольного казачества из Суботова в Чигирине,
октябрь 1917 года

Вольное казачество (укр. Вільне козацтво, фр. Les cossaques libres), Украинское вольное казачество, иногда также Свободное казачество — общее название ряда украинских и русских, в том числе эмигрантских казачьих войсковых и общественных организаций, называвших себя «вольными казаками», «вольным казачеством», «вольноказачьим движением» и т. д., в той или иной степени подчёркивая своё отличие от казаков, связанных с государством (казачье сословие Российской империи и т. д.). Как минимум часть представителей движения "Вольного казачества" называли гражданскую войну 1920х гг. "войной казаков с русскими", о чем упоминали в т.ч. в своих публикациях, в т.ч. в журнале "Вольное казачество" издававшемся в Париже в 1930х гг.
На Украине вольным казачеством в 1917-1920 гг. также называли отряды гражданской самообороны (добровольной милиции) и территориальные военизированные формирования, отстаивавшие самостоятельность Украины. Во время иностранной интервенции и Гражданской войны местные отряды вольного казачества вливались как в войсковые подразделения под руководством Симона Петлюры и других лидеров украинского национального движения, так и в части Красной армии.
В среде эмигрантов из стран Российской империи разбросанных по всему миру также существовали многочисленные организации "Вольного казачества", объединявшие в своих рядах не только украинцев (казаков-украинцев), но и казаков-донцов, казаков-кубанцев, казаков-забайкальцев и т.д. В 1930х членами этой организации в Париже издавался журнал "Вільне козацтво".
Таким образом организация (организации) "Вольного казачества" объединяли в себе людей разного происхождения (украинцы, донцы, кубанцы, забайкальцы), мировоззрения, политических взглядов (монархисты, кадеты, самостийники, социалисты, коммунисты разных направлений) и даже языков (украинский, русский и др.), сыгравших определенную роль как в истории стран бывшей Российской империи, Советского Союза (Украинской и Российской Республик), организации Красной Армии и других воинских формирований так и в истории казачьей, украинской и российской (русской) эмиграции.

## История

Добровольский Б.С. (1889-1938) - уроженец и представитель казачьего сословия села Капустинцы, один из организаторов формирований "Вольного казачества" на землях Пирятинского уезда Полтавской губернии, украинский коммунист-боротьбист (эсер), расстрелянный в 1938 г. с формулировкой "за украинский национализм"

В середине марта 1917 года крестьянин Никодим Смоктий из села Гусаково на Звенигородчине организовал Гусаковскую сотню. Позднее крестьяне решили собрать в Звенигородке Киевской губернии казацкий съезд и выработать на нём статут организации.  В начале апреля все выборные сотенные командиры прибыли на съезд и приняли статут организации «Вольное казачество» (укр. «Вільне Козацтво») (по другим данным, уездный съезд Звенигородчины состоялся только в конце июля 1917 года):
1. Вольное Казачество организуется для защиты вольностей украинского народа и охраны порядка;
2. Вольное Казачество — территориальная военизированная организация, в которую имеют право вступать граждане уезда не моложе 18 лет;
3. В организацию не принимаются люди, «враждебные к Украине и люди, наказанные судом за уголовные преступления»;
4. Всеми делами организации ведают командиры и советы казачьей старшины;
5. На командные посты старшина избирается народом. Избранные командиры сами назначают себе заместителей, писаря, казначея и библиотекаря.

Первоначально целями Вольного казачества были «защита свободы украинского народа» и поддержание общественного порядка, которому угрожали банды распропагандированных большевиками дезертиров. Формирование подразделений происходило по территориальному принципу: волости формировали сотни, волостные сотни (роты) уездов составляли курень (батальон); курени уездов (округов) — полк, полки губерний — кош (дивизию). Должностные лица были выборными. Оружие приобреталось за счет сбора налогов.
В 1917 году движение Вольное казачество распространяется на Киевскую, Волынскую, Херсонскую, Полтавскую, Черниговскую губернии. Военизированные формирования состояли преимущественно из крестьян (как правило — бывших солдат и унтер-офицеров Русской императорской армии), а также из рабочих, в частности, в Киеве. На Всеукраинском конгрессе Вольного казачества в Чигирине 16−20 октября 1917 года было представлено около 60 тысяч организованных потомков украинских казаков. Атаманом Вольного казачества был избран русский генерал Павел Скоропадский (потомок гетмана Войска Запорожского), наказным атаманом — штабс-капитан Русской императорской армии Иван Полтавец-Остряница. Скоропадский вступил в руководство отрядами Вольного казачества к октябрю 1917 года.
До января 1918 года верховный совет Вольного казачества был подчинен сначала Генеральному секретариату внутренних дел Украинской Народной Республики (УНР), затем Военному секретариату УНР.
С началом военного конфликта между провозглашёнными в 1917 году УНР и Украинской Народной Республикой Советов (УНРС), претендовавшими на территории бывшей Российской империи, заселенные преимущественно украинцами (Малороссию и Новороссию), Генеральный секретариат Центральной рады принял решение преобразовать Вольное казачество в территориальную армию.
В это же время было положено начало формированию червонного казачества, сторонников советской власти. 31 декабря 1917 (13 января 1918) Народный секретариат по военным делам обратился к трудящимся УНРС с призывом о вступлении в курени (полки) Червонного казачества.
В декабре 1917−апреле 1918 годов Вольное казачество сыграло важную роль в боях с большевиками (особенно в южных районах Киева). Однако, во многом, проповедуемый лидерами и идеологами молодого украинского национального государства (Украинской Центральной Рады) национализм (архаизм в военной терминологии, в военной форме, в общественной жизни и т. п.) оттолкнули прогрессивных и здравомыслящих людей, в первую очередь, большинство украинцев-офицеров Русской императорской армии, в лагерь белогвардейцев, украинских анархистов, украинских социал-демократов.
В соответствии с требованием германского оккупационного командования, в марте−апреле 1918 года гетманом Скоропадским Вольное казачество было разоружено.
В последующем многие вольные казаки и организованные ими местные отряды сельской милиции и самообороны в 1918−1919 гг. приняли участие в восстании против гетманского правительства Украинской державы и деникинцев. При этом, часто вольные («сине-жёлтые») и червонные («красные») казаки действовали заодно, в том числе, в ходе восстания против гетманцев и деникинцев на землях Полтавской губернии и взятия Переяслава в 1919 году.
В дальнейшем позиции представителей вольного казачества разделились. Часть из них влились в состав червонного казачества, другие, наоборот, в различные отряды, воевавшие против советской власти, то есть, организованных и контролируемых большевиками структур молодой советской Украинской Республики (УССР).
Немало представителей вольного казачества, как участвовавших в гражданской войне на стороне УНР, так и в становлении УССР, впоследствии были, так или иначе, репрессированы или поражены в правах в 1920−1930-х гг.
Примером жизненного пути украинского вольного казака 1917−1920-х гг. является биография Ивана Игнатьевича Козуба, одного из организаторов отряда самообороны, ячейки вольного казачества в родном селе Капустинцы в 1917−1918 гг., принявшего участие в восстании против деникинщины на Переяславщине в 1919 году, участвовавшего в развитии народовластия на Украине, как под сине-жёлтыми, так и под красными флагами в 1919−1920-х гг., работавшего в ЧК и возглавлявшего волостной исполком в родном селе, райисполком Бориспольского района, выпускника Киевского Института Народного Хозяйства, участвовавшего в развитии хозяйства УССР и РСФСР в 1930-х, члена КП(б)У, репрессированного в конце 1930-х, позже восстановленного в партии. Его жизненный путь описан в известной немалому количеству украиноязычных читателей современной Украины и за рубежом книге «Доба и доля», являющейся одним из ярких свидетельств очевидцев той эпохи.

### «Вольное казачество» в период Второй мировой войны
В годы Великой Отечественной войны многие белоэмигранты и беженцы из СССР в Европе приняли активное участие в конфликте на стороне Вермахта. Особенно выделились генерал Пётр Краснов и Андрей Шкуро, которые агитировали за вступление в Вермахт, а также принимали участие, как генералы. Гитлер в свою очередь относился к казакам не как к славянам, а как к потомкам готов, то есть считал их арийцами, поэтому они пользовались бо́льшим доверием, чем другие части, состоящие из коллаборационистов.
Многие казаки по показаниям после войны вступали в Вермахт не из любви к Германии, а из ненависти к коммунизму. Некоторые надеялись создать независимое казацкое государство после войны. На Ялтинской конференции союзники по соглашению выдали СССР около 60 тысяч казаков, однако их воевало гораздо больше.